# Außenhandelspolitik
Unter Außenhandelspolitik versteht man alle staatlichen Rechtsnormen und Maßnahmen, die im Rahmen des Außenhandels den freien Export und Import von Gütern und Dienstleistungen betreffen. 

## Allgemeines
Die Handelspolitik als Oberbegriff ist ein Teilbereich der staatlichen Wirtschaftspolitik und besteht aus der Außenhandels- und Binnenhandelspolitik. Staatsziel der Binnenhandelspolitik ist die Schaffung von Rahmenbedingungen für eine erfolgreiche wirtschaftliche Tätigkeit der inländischen Wirtschaftssubjekte (Privathaushalte, Unternehmen und der Staat mit seinen Untergliederungen). Die Strategie der Außenhandelspolitik kann einerseits darin bestehen, Handelsbarrieren abzubauen und den Freihandel zu fördern oder andererseits durch entsprechende Maßnahmen Exporte des eigenen Landes zu fördern und/oder Importe aus dem Ausland zu begrenzen (Protektionismus). Seit dem Zweiten Weltkrieg hat sich in den meisten Ländern schrittweise eine mehr auf Freihandel ausgerichtete Außenhandelspolitik durchgesetzt, die jedoch in den letzten Jahren von Globalisierungskritikern in Frage gestellt wird.

## Ziele und Strategien der Außenhandelspolitik
Mit der Außenhandelspolitik werden sowohl ökonomische als auch soziale Ziele verfolgt.
Mit den beiden unterschiedlichen Strategien Freihandel und Protektionismus sind ebenfalls unterschiedliche Wertvorstellungen verbunden. Der Ansatz beider Denkrichtungen ist, dass der Abbau von Handelsbarrieren zu einer weltweit freien Zirkulation von Gütern und Produktionsfaktoren (Arbeit und Kapital) führt.
Vertreter des Freihandels fördern diesen Prozess, da er ihrer Meinung nach zu einer weltweit höheren Effizienz als bei einer rein nationalen Güterproduktion führt. Die meisten auf Freihandel ausgerichteten Außenhandelstheorien argumentieren, dass es einem Land durch Freihandel möglich ist, mehr Güter zu verbrauchen als dies in einem protektionistischen System möglich wäre. Daraus leiten Unterstützer des Freihandels ab, dass Freihandel Wohlfahrts-erhöhend und damit ökonomisch sinnvoll ist.
Vertreter des Protektionismus sehen den Nachteil eines ungebremsten freien Welthandels sowohl auf der Makro- als auch auf der Mikroebene: Auf Branchenebene erachten sie eine weltweite Verteilung der Güterproduktion unter Effizienzgesichtspunkten als schädlich für bestimmte soziale Gruppen; so führt beispielsweise die Verlagerung bestimmter Industriezweige ins Ausland zu hoher Arbeitslosigkeit in den betroffenen inländischen Branchen. Die damit verbundenen sozialen Kosten halten manche Ökonomen für höher als die Effizienzgewinne durch Freihandel. Makroökonomische Bedenken gegen Freihandel richten sich vor allem auf die mit dem Gütertransport verbundenen Zusatzkosten (z. B. Umweltverschmutzung) und den befürchteten Kapitalabfluss in andere Länder. Ein weiteres Argument für Außenhandelsprotektionismus besteht in den daraus erzielbaren Staatseinnahmen (z. B. in Form von Zolleinnahmen).
Zusammengefasst lässt sich also folgendes Zielspektrum erstellen:
- ökonomische Ziele (Effizienz vs. Kapitalabfluss)
- Sicherung sozialer Ziele
- Erzielung von Staatseinnahmen durch Handelsbarrieren

## Instrumente der Außenhandelspolitik
Zur Erfüllung ihrer Aufgaben stehen der Außenhandelspolitik Außenhandelsinstrumente zur Verfügung. Dazu gehören Rechtsnormen (Gesetze, Verordnungen) vor allem im Rechtsgebiet des Wirtschaftsrechts. Wichtigste Normen sind hier das Außenwirtschaftsgesetz (AWG) vom September 1961, das den Verkehr von Devisen, Waren, Dienstleistungen, Kapital und sonstigen Wirtschaftsgütern mit dem Ausland regelt. Die hierzu im September 1961 ergangene Außenwirtschaftsverordnung (AWV) organisiert die Durchführung des AWG. 
Neben gesetzlichen Regelungen wirken sich auch Handelsbräuche und die Incoterms auf den Außenhandel aus. Nach Art. 9 Abs. 2 UN-Kaufrecht gilt mangels anderweitiger Vereinbarung, dass sich die Vertragsparteien in ihrem Vertrag oder bei seinem Abschluss stillschweigend auf Gebräuche bezogen haben, die sie kannten oder kennen mussten und die im internationalen Handel den Parteien von Verträgen dieser Art in dem betreffenden Geschäftszweig weithin bekannt sind und von ihnen regelmäßig beachtet werden.
Als Außenhandelsinstrumente werden alle staatlichen Maßnahmen bezeichnet, die dazu geeignet sind, den Freihandel zu fördern oder ihn zu begrenzen. Zu ihnen gehören:
- Zoll: Steuer auf Ex- oder Importe; meist: Importzoll.
- Außenhandelssubventionen: Subventionszahlungen für ex- oder importierte Produkte; häufigster Fall: Exportsubvention.
- Außenhandelshemmnis: mengenmäßige Beschränkung von Ex- oder Importen; typischer Fall: Einfuhrkontingent.
- freiwillige Außenhandelspolitik: meist auf Druck anderer Staaten (und daher gerade nicht freiwillig) durchgeführte Politik. Denkbar sind hier eine freiwillige Exportbeschränkung oder eine freiwillige Importausdehnung.
- Local-Content-Klauseln: staatliche Vorschrift, dass zum Verkauf eines Gutes im Inland ein bestimmter wertmäßiger Anteil am Produkt im Inland produziert worden sein muss.
- Außenhandelskreditförderungen: staatlich geförderte Kredite zur Förderung von Ex- oder Importen; meist: Exportkreditförderung.
- Nationale Beschaffung: Der Staat kauft von ihm benötigte Güter bevorzugt von inländischen Anbietern (auch wenn es bessere oder billigere ausländische Produkte gibt), um die inländische Wirtschaft zu fördern.
- Bürokratische Schikanen: Der Staat verhindert den Import ausländischer Güter durch alle möglichen, nicht oben genannten Maßnahmen; z. B. lange Genehmigungsverfahren, restriktive Gesundheits- und Umweltvorschriften etc.

## Bedeutung der Außenhandelspolitik
Ex- und Importe sind für alle industrialisierten Länder eine unerlässliche Säule ihrer wirtschaftlichen Tätigkeit. Daher sind natürlich auch alle staatlichen Eingriffe in diesem Sektor (also die Maßnahmen der Außenhandelspolitik) wichtige wirtschaftspolitische Instrumente.
Allerdings ist die Bedeutung der nationalen Außenhandelspolitik in den letzten Jahrzehnten sukzessive zurückgegangen, da sich die meisten Nationalstaaten durch internationale Vereinbarungen zu einer immer stärkeren Beschneidung ihrer außenhandelspolitischen Instrumente verpflichtet haben. Wichtigste Vereinbarungen in diesem Zusammenhang sind die WTO/GATT sowie regionale Abkommen wie z. B. die Europäische Gemeinschaft.

### Außenhandelspolitik und die WTO
Die Vereinbarungen der Länder im Rahmen der WTO beschneiden ihre nationale Handlungsfreiheit im Bereich der Außenhandelspolitik massiv: Insbesondere ihre Regelungen zur Meistbegünstigung und Inländerbehandlung erlegen den Nationalstaaten eindeutige Restriktionen auf. Mit dem Streitbeilegungsverfahren verfügt die WTO darüber hinaus als einzige internationale Institution über einen effizienten Durchsetzungsmechanismus, der quasi-"intern" von unabhängigen, gerichtsähnlichen Spruchkörpern vorgenommen wird.

### Außenhandelspolitik und die Europäische Union
Seit 1968 gilt innerhalb der Europäischen Union eine Zollunion, d. h. der Handel zwischen verschiedenen Mitgliedstaaten darf weder durch Zölle oder Ein- und Ausfuhrbeschränkungen behindert werden. Die Behinderungen durch Ein- und Ausfuhrbeschränkungen dauerten aber teilweise noch an und konnten erst durch Urteile wie die Cassis-de-Dijon-Entscheidung durchgesetzt werden. Für den Handel mit anderen Staaten gilt ein gemeinsamer von der EU bestimmter Zolltarif, durch den sich ein Großteil der Wirtschaftspolitik der EU realisiert. Aus diesem Grund ist die EU auch Mitglied in der Welthandelsorganisation (WTO), und wenngleich alle EU-Mitglieder auch eigenständige WTO-Mitglieder sind, ist es die EU, die für sie spricht. Über die Zollunion hinaus geht der seit 1993 bestehende Binnenmarkt, der zusätzlich ein einheitliches Steuergebiet schafft und einen freien Personen-, Güter-, Dienstleistungs- und Kapitalverkehr sicherstellt.
Damit ist es den EU-Mitgliedstaaten nicht möglich, eine eigenständige Außenhandelspolitik zu betreiben – der relevante außenhandelspolitische Akteur ist somit die EU.